# Кубок світу з біатлону 2013—2014 — етап 6
Шостий етап Кубка світу з біатлону 2013—14 проходить в Антхольці, Італія, з 16 по 19 січня 2014 року. До програми етапу включено 6 гонок: спринт, гонка переслідування у чоловіків і жінок та чоловіча і жіноча естафети.

## Гонки
Розклад гонок наведено нижче.
| Дата     | Час       | Гонка                            |
| -------- | --------- | -------------------------------- |
| 16 січня | 14:30 CET | Жінки, спринт 7,5 км             |
| 17 січня | 14:50 CET | Чоловіки, спринт 10 км           |
| 18 січня | 11:45 CET | Жінки, переслідування 10 км      |
| 18 січня | 14:30 CET | Чоловіки, переслідування 12,5 км |
| 19 січня | 11:15 CET | Жінки, естафета 4х6 км           |
| 19 січня | 14:15 CET | Чоловіки, естафета 4х7,5 км      |

## Чоловіки

### Призери
| Гонка:                                                                        | Золото:                                                           | Час                                           | Срібло:                                                                | Час                                                       | Бронза:                                                          | Час                                                       |
| Спринт 10 км Протокол [Архівовано 16 січня 2014 у Wayback Machine.]           | Лукас Гофер Італія Сімон Шемпп Німеччина                          | 24:44.9 (0+0) 24:44.9 (0+1)                   |                                                                        |                                                           | Арнд Пайффер Німеччина                                           | 24:49.2 (0+0)                                             |
| Переслідування 12,5 км Протокол [Архівовано 16 січня 2014 у Wayback Machine.] | Сімон Шемпп Німеччина                                             | 31:20.6 (1+0+1+0)                             | Жан-Гійом Беатрікс Франція                                             | 31:22.1 (0+0+0+1)                                         | Генрік л'Абе-Лунд Норвегія                                       | 31:20.6 (0+0+2+0)                                         |
| Естафета 4х7,5 км Протокол [Архівовано 22 січня 2014 у Wayback Machine.]      | Франція Мартен Фуркад Алексі Беф Жан-Гійом Беатрікс Мартен Фуркад | 1:14:34.1 (0+0) (0+2) (0+2) (0+0) (0+0) (0+0) | Швеція Тобіас Арвідсон Б'єрн Феррі Фредрик Ліндстрем Карл Юхан Бергман | 1:14:36.7 (1+3) (0+1) (0+0) (0+0) (0+0) (0+1) (0+0) (0+0) | Німеччина Ерік Лессер Андреас Бірнбахер Арнд Пайффер Сімон Шемпп | 1:15:12.9 (0+1) (0+2) (0+1) (1+3) (0+0) (0+1) (0+2) (0+0) |

## Жінки

### Призери
| Гонка:                                                                        | Золото:                                        | Час                                            | Срібло:                                        | Час                                            | Бронза:                                        | Час                                            |
| Спринт 10 км Протокол [Архівовано 16 січня 2014 у Wayback Machine.]           | Анаїс Бескон Франція                           | 20:30.2 (0+1)                                  | Андреа Генкель Німеччина                       | 20:36.9 (0+0)                                  | Дарія Домрачова Білорусь                       | 20:40.3 (0+2)                                  |
| Переслідування 10 км Протокол [Архівовано 14 березня 2016 у Wayback Machine.] | Андреа Генкель Німеччина                       | 31:04.5 (0+0+0+0)                              | Надія Скардіно Білорусь                        | 31:06.1 (0+0+0+0)                              | Тура Бергер Норвегія                           | 31:11.1 (1+0+2+0)                              |
| Естафета 4х6 км                                                               | Гонку зупинено і скасовано через сильний туман | Гонку зупинено і скасовано через сильний туман | Гонку зупинено і скасовано через сильний туман | Гонку зупинено і скасовано через сильний туман | Гонку зупинено і скасовано через сильний туман | Гонку зупинено і скасовано через сильний туман |

## Досягнення
Найкращий виступ за кар'єру
|  |  |

Перша гонка в Кубку світу
|  |  |